# Ben Cohen
Benjamin Christopher Cohen, MBE (Northampton, 14 de septiembre de 1978) es un exjugador británico que se desempeñaba como wing. En mayo de 2011 se retiró del rugby profesional, para centrarse en la Fundación Ben Cohen StandUp que él creó para combatir la homofobia y el acoso escolar.  

## Vida privada

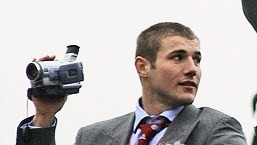
Ben Cohen

Cohen nació en Northampton. Se educó en la Escuela Superior Kingsthorpe, de Northampton. Esta no era una escuela donde se jugara al rugby, y los 12 años comenzó a jugar con Northampton Old Scouts RFC.
En cuanto a sus orígenes, Cohen ha señalado que Mi familia no es judía...  pero algunas generaciones atrás solían serlo. Creo que fue mi bisabuelo quien se casó con una chica no judía y rompió con la tradición. Es sobrino de George Cohen exfutbolista, campeón del mundo con la selección inglesa en el mundial de 1966.
En noviembre de 2000, su padre, Peter Cohen, fue fatalmente herido mientras protegía a una víctima de un ataque en el club nocturno La eternidad en Northampton, que Peter Cohen administraba. Murió un mes después por las lesiones sufridas en la cabeza, durante el asalto. Tres hombres fueron declarados culpables de conducta violenta.
Cohen está casado con Abbie Cohen (Blayney), con quien tiene hijos gemelos. Él es clínicamente sordo, con alrededor del 30 a 33% de pérdida de audición en cada oído, y se ha involucrado en esfuerzos para que el rugby sea más accesible a personas con problemas de audición, especialmente para los jugadores sordos más jóvenes.

## Northampton
Cuando tenía 17 años se unió a Northampton Saints y su primer partido fue contra Treorchy RFC en la temporada 1996/97, tras lo cual su nombre quedó rara vez fuera de la hoja de equipo. Cohen llevaba mucho tiempo siendo relacionado con un distanciamiento del club.

## Brive
Tras su liberación de contrato por parte de Northampton RFC en el año 2007, Cohen había sido vinculado con el equipo rival Leicester Tigers. Su futuro fue incierto después de que él no pudo unirse a una Liga de Inglaterra de Rugby 15, durante varios juegos en la temporada.  Fue seleccionado por los Barbarians F.C., aparentemente usando durante su primer juego las medias de su primer club, Northampton Old Scouts RFC.
Cohen firmó un acuerdo con Brive que juegan en el Top 14 de Francia. Firmó un contrato hasta el 2009.

## Sale Sharks
En marzo de 2009, Sale Sharks anunció la firma de Cohen, en un contrato de dos años. El movimiento fue llamado un "golpe" por el director de Sale, Kingsley Jones. A ese momento Cohen creía que podría retornar al rugby internacional representando a Sale. Hizo su debut para Sale en septiembre de 2009 en contra Exeter Chiefs. Al mes siguiente, Cohen marcó su primer tanto con Sale, en la derrota 36-17 a Toulouse en la Copa Heineken.
Cohen es uno de los jugadores de alto nivel del club y juega un papel en el desarrollo de jóvenes jugadores de Sale. En septiembre de 2010 señaló que "estoy llegando al final de mi carrera y he aprendido muchísimo a lo largo de de ella, de algunos de los mejores entrenadores del mundo. Creo que tienes que pasar un poco de esa experiencia hacia los que están abajo ... Uno tiene que tener esa mezcla de experiencia y juventud, y ayudar a los chicos más jóvenes a salir es algo que me gusta hacer de todos modos."
A finales de diciembre, sufrió una lesión de rodilla durante la derrota a Leicester y quedó imposibilitado de jugar de seis a ocho semanas. En marzo se anunció que el contrato de Cohen con Sale no sería renovado y que dejaría el club al final de la temporada. Comentó que "Sale no me quiere más, porque ellos están tratando de gastar más dinero en el paquete". Cohen, quien representó a Sale en más de 50 partidos, también dijo que si no podría asegurar un contrato con club de la Premier League, consideraría retirarse. El 15 de mayo de 2011 Cohen anunció su retiro del deporte para centrarse en su campaña contra el acoso escolar.

## Carrera
Cohen es el décimo goleador más alto en la historia del rugby en Inglaterra, y el tercero por detrás de Rory Underwood y Will Greenwood en la lista de mayores goleadores todos los tiempos de Inglaterra.
En febrero de 2000, Cohen hizo su debut en el primer juego del Torneo de las Seis Naciones, ante Irlanda, anotando dos puntos. En junio de 2001, se unió a la gira de los Leones Británico-irlandeses por Australia, donde hizo dos goles en el partido de mitad de semana contra los New South Wales Country Cockatoos en Coffs Harbour.
Durante la temporada 2002-03 jugó en todos los partidos de la selección de Selección de rugby de Inglaterra, anotando contra los All Blacks y marcó dos goles en contra de los australianos en Twickenham Stadium. Él también anotó contra Australia en junio de 2003 cuando Inglaterra ganó por 25-14, para completar su gira por el hemisferio sur, invicto.

## Fundación Ben Cohen StandUp
En 2011, Cohen fundó The Ben Cohen StandUp Foundation, Inc., que según su sitio web es la primera fundación del mundo dedicada, a crear conciencia de los efectos dañinos a largo plazo del acoso escolar, y a la financiación de aquellos que están haciendo en el mundo real un trabajo para detenerlo.

## Icono gay
Fuera del campo es considerado un icono gay, y con frecuencia habla favorablemente de sus seguidores gays. Él derrocó a David Beckham como la personalidad deportiva del año de Gay Times en 2008 Entre otras cosas, Ben Cohen, ha publicado calendarios desde el año 2009, también apareció en la portada de la revista Attitude en octubre de 2009.
En 2010, Cohen donó un suspensorio firmado para apoyar a ABMG, una organización benéfica británica que aborda los problemas de salud de los hombres gais, la cual fue vendida en una subasta en la Taberna Royal Vauxhall.
Cohen fundó The Ben Cohen StandUp Foundation, para combatir la LGTBfobia y el acoso escolar. Después de su retiro, anunció sus planes para concentrarse en la Fundación.